# جان اینگن هوس
جان اینگن هوس [ˈjɑn.ɪnɡənˌhaʊs] (۸ دسامبر ۱۷۳۰–۷ سپتامبر ۱۷۹۹)، فیزیولوژیست، زیست‌شناس و شیمی‌دان هلندی بود. او بیشتر به خاطر کشف پدیده فتوسنتز شناخته می‌شود به واسطه نشان دادن این که نور برای جذب کربن دی‌اکسید و رهاسازی اکسیژن توسط گیاهان سبز ضروری است. او همچنین نشان داد که گیاهان همانند حیوانات، دارای تنفس یاخته ای هستند.